# Muhammad Ali (brytyjski bokser)
Muhammad Ali (ur. 20 czerwca 1996) − angielski bokser kategorii muszej.

## Kariera amatorska
W kwietniu 2014 był uczestnikiem młodzieżowych mistrzostw świata w Sofii. W kategorii muszej (do 52 kg) zdobył srebrny medal. W finale przegrał wyraźnie na punkty (0:3) z Amerykaninem Shakurem Stevensonem. W sierpniu 2014 zdobył brązowy medal na młodzieżowych igrzyskach olimpijskich w Ninkan. W walce o trzecie miejsce wygrał z reprezentantem Indii Gauravem Solankim. W październiku 2014 został mistrzem Europy w kategorii muszej, wygrywając w finale z Bułgarem Daniełem Asenowem.